# Four Walls
Four Walls ist ein US-amerikanischer Stummfilm aus dem Jahr 1928, der Elemente des frühen Gangsterfilms übernimmt. Die Hauptrollen spielen John Gilbert und Joan Crawford. Er gilt als verschollen.

## Handlung
Benny sitzt wegen Totschlags im Gefängnis. Er verspricht seiner Mutter, nach der Entlassung ein ehrbares Leben zu führen. Doch kaum hat er seine Strafe abgesessen und will mit einer netten Nachbarin, der unattraktiven Bertha ein Leben auf dem Lande führen, stehen auch schon seine ehemaligen Kumpane vor der Tür. Sie setzen die verführerische Frieda, die ehemalige Geliebte von Benny, auf ihn an. Durch Einsatz ihres Körpers schafft sie es rasch, Benny wieder in die sexuelle Abhängigkeit zu locken. Doch ehe Benny erneut auf die schiefe Bahn gerät, hat Frieda einen Gewissenswandel. Sie entsagt ihrer kriminellen Vergangenheit und unterstützt künftig Benny bei seinem Kampf gegen die ehemaligen Gangmitglieder.

## Hintergrund
Joan Crawford stand seit 1925 bei MGM unter Vertrag und stieg rasch zu einer beliebten Darstellerin auf. Einen festen Rollentypus hatte sie allerdings noch nicht für sich gefunden und so spielte sie abwechselnd Haupt- und Nebenrollen in den unterschiedlichsten Genres. Nach dem überraschenden Erfolg von Twelve Miles Out, der Mitte 1927 in den Verleih kam, versuchte das Studio, aus John Gilbert und Joan Crawford ein Leinwandpaar zu machen, zumal ein Ende sowohl der privaten als auch beruflichen Beziehung von Gilbert und Greta Garbo nach Eine schamlose Frau absehbar war und das Studio rasch einen Ersatz aufbauen wollte. Auch in Four Walls harmonieren Crawford und Gilbert gut miteinander, doch der überragende Erfolg von Our Dancing Daughters einige Wochen später brachte Joan Crawford den Aufstieg zum eigenständigen Star.
Four Walls nimmt deutliche Anleihen bei Josef von Sternbergs stilbildendem Erfolg Unterwelt aus dem Vorjahr, der praktisch das Genre des Gangsterfilms mit begründete und eine ganze Reihe von Nachfolgern fand. Insgesamt war jedoch John Gilberts Ruhm, der noch Mitte der Dekade zu den populärsten Filmstars gehörte, rasch am Verblassen. Dazu kamen Querelen mit Louis B. Mayer, der dauerhaft verhinderte, dass Gilbert anspruchsvolle Rollen erhielt. Dies zusammen trug dazu bei, dass mit dem Aufkommen des Tonfilms Gilberts Zugkraft an der Kinokasse rapide nachließ. Für Carmel Myers, die bislang als Vamp und Verführerin auf der Leinwand aufgetreten war, bildete die Rolle der unglamourösen Berta einen Rollenwechsel.
Joan Crawford schätzte ihre Rolle realistisch ein:

„Ich war erneut an der Seite von John Gilbert und die Chemie stimmte erneut, dieses Mal war sie sogar noch stärker.“

In Österreich kam der Film unter dem Titel Der Totschläger in die Kinos.

## Kinoauswertung
Mit einem Budget von 255.000 US-Dollar war es eine für MGM-Standards eher kostengünstige Produktion. Er spielte in den USA mit einer Summe von 605.000 Dollar eine relativ bescheidene Summe ein, ein Indiz für die nachlassende Zugkraft von John Gilbert an der Kinokasse. Mit den Auslandseinnahmen von 198.000 Dollar und einem kumulierten Gesamtergebnis von 803.000 Dollar schnitt der Film etwas schlechter ab als Twelve Miles Out, doch konnte das Studio am Ende aufgrund der geringeren Kosten einen höheren Gewinn von 289.000 Dollar aufweisen.

## Kritiken
Die zeitgenössischen Kritiker waren angetan von den mitunter dramatischen Ereignissen auf der Leinwand.
Das Branchenfachblatt Variety lobte besonders Joan Crawford:

„Ein weiterer Unterweltstreifen, gut gemacht…Gilbert, als Benny Horowitz, aufgrund seiner Herkunft von der East Side zum Gangster geworden, Zurückhaltung und Überzeugung. Miss Crawford seine Geliebte ist phantastisch…Die Regie von Nigh verdient Anerkennung für ihren Realismus, Zurückhaltung und dem Wissen um das Sujet.“

Photoplay, eines der auflagenstärksten Filmmagazine der Ära, gab einen reichlich anzüglichen Kommentar zu den Geschehnissen ab:

„Wenn es darum geht, die mehr praktischen Seite der Leidenschaft darzustellen, dann geht unser Respekt an John Gilbert and Joan. John nimmt das Mädchen in seine Arme, und Junge, sie liebt es, genommen zu werden.“